# Soulangis
Soulangis település Franciaországban, Cher megyében. Lakosainak száma 457 fő (2022. január 1.). Soulangis Les Aix-d’Angillon, Menetou-Salon, Parassy, Saint-Michel-de-Volangis, Sainte-Solange és Vignoux-sous-les-Aix községekkel határos.

## Népesség
A település népessége az elmúlt években az alábbi módon változott:
| Lakosok száma | 296  | 391  | 422  | 425  | 470  | 479  | 497  | 476  | 466  | 457  |
|               | 1968 | 1982 | 1990 | 2006 | 2013 | 2015 | 2017 | 2019 | 2020 | 2022 |